# Альфредувка
Альфредувка (пол. Alfredówka) — село в Польщі, у гміні Нова Демба Тарнобжезького повіту Підкарпатського воєводства.
Населення — 787 осіб (2011).
У 1975-1998 роках село належало до Тарнобжезького воєводства.

## Демографія
Демографічна структура станом на 31 березня 2011 року:
|          | Загалом | Допрацездатний вік | Працездатний вік | Постпрацездатний вік |
| -------- | ------- | ------------------ | ---------------- | -------------------- |
| Чоловіки | 378     | 89                 | 258              | 31                   |
| Жінки    | 409     | 77                 | 241              | 91                   |
| Разом    | 787     | 166                | 499              | 122                  |